# Jon Rheault
Jonathan „Jon“ Rheault (* 1. August 1986 in Arlington, Texas) ist ein ehemaliger US-amerikanischer Eishockeyspieler, der im Verlauf seiner aktiven Karriere zwischen 2004 und 2020 unter anderem 161 Spiele für die Adler Mannheim aus der Deutschen Eishockey Liga (DEL) auf der Position des rechten Flügelstürmers bestritten hat. Zudem absolvierte Rheault, der mit den Adler Mannheim im Jahr 2015 die Deutsche Meisterschaft gewann, weitere 282 Partien in der American Hockey League (AHL).

## Karriere

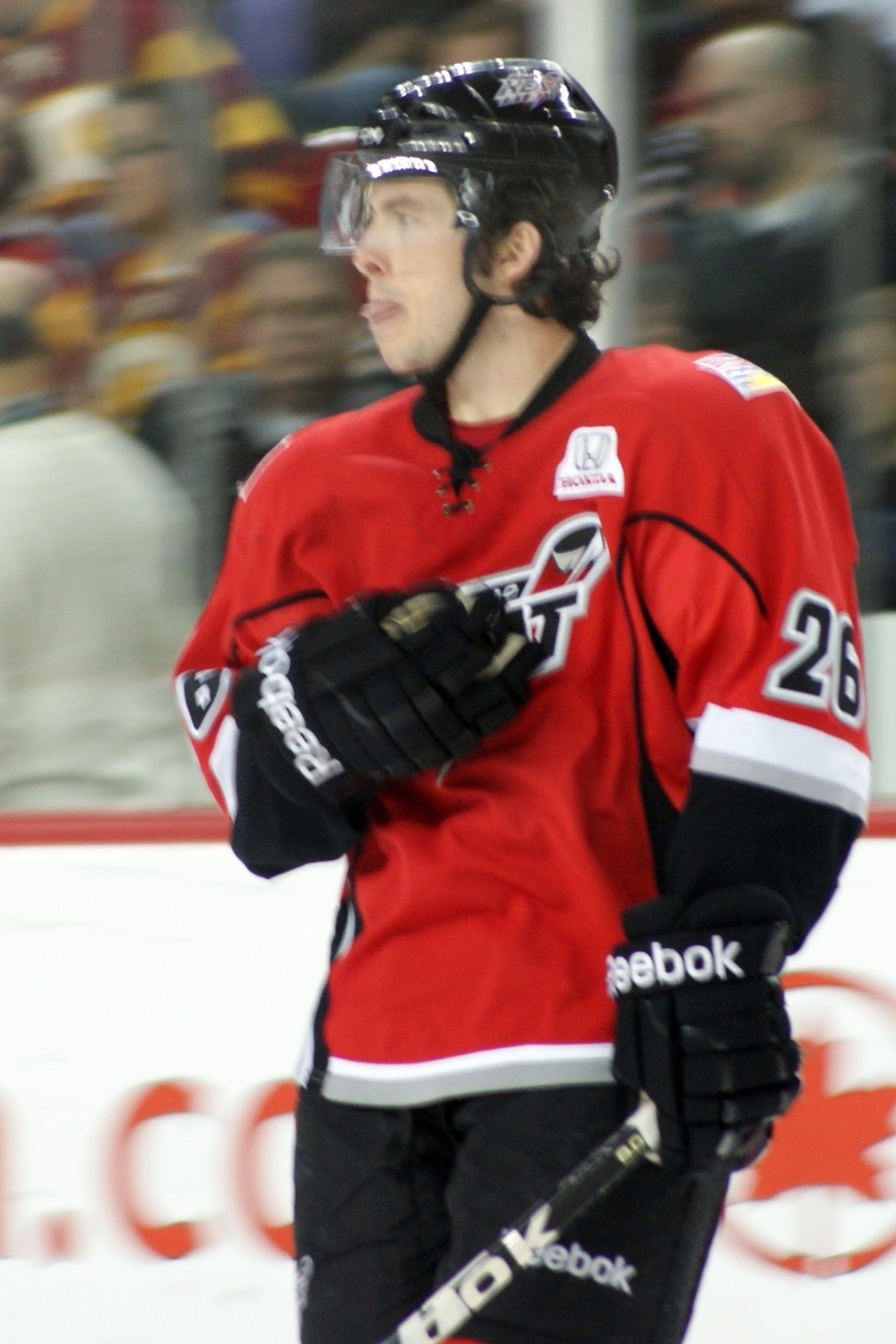
Rheault im Trikot der Abbotsford Heat (2011)

Rheault wurde im US-Bundesstaat Texas geboren, zog aber im Alter von drei Jahren nach Deering in den Bundesstaat New Hampshire, wo er seine Kindheit und Jugend verbrachte. Seine Karriere begann der damals 18-Jährige am Providence College, wo er mit elf Toren in seiner Premierensaison einer von nur vier Spielern war, die zehn oder mehr Tore erzielten. In dieser Spielzeit wurde Rheault zudem zweimal zum Rookie der Woche der Hockey East gewählt. Außerdem erhielt der Angreifer am Ende der Saison den Rev. Herman Schneider Award, den Preis für den wertvollsten Rookie im Team. Nach einem schwachen Start in die zweite Spielzeit steigerte sich der US-Amerikaner nach und nach und war mit 16 Toren und acht Power-Play-Toren der Führende in den jeweiligen Kategorien. Bei der Saisonabschlussfeier erhielt Rheault den Lou Lamoriello Award, die Auszeichnung für den wertvollsten Akteur seiner Mannschaft. Daraufhin wurde er beim NHL Entry Draft 2006 von den Philadelphia Flyers an 145. Position ausgewählt, bestritt aber nie ein Spiel für die Organisation der Flyers.
Nach zwei weiteren Spielzeiten am Providence College wechselte der US-Amerikaner zu den Manchester Monarchs in die American Hockey League (AHL), wo er allerdings nicht überzeugen konnte. Noch während der Saison wurde Rheault an die Ontario Reign abgegeben, einen Kooperationspartner der Monarchs. In der Spielzeit 2009/10 kehrte er nach einem kurzen Intermezzo bei den Providence Bruins zu den Monarchs zurück. Wiederum konnte das Talent in Manchester sein Potential nicht abrufen und beendete die Saison beim AHL-Konkurrenten Abbotsford Heat. Nachdem Rheault zunächst keinen Anschlussvertrag erhalten hatte, war er vorerst ein Free Agent. Am 16. Juni 2010 unterschrieb der Spieler doch noch einen Kontrakt. Es folgten zwei erfolgreiche Spielzeiten, in denen der variabel einsetzbare Angreifer die Organisation der Florida Panthers auf sich aufmerksam machte. Der US-Amerikaner unterzeichnete einen Zweiwege-Vertrag für die Saison 2012/13.  Aufgrund des NHL-Lockouts gehörte der gebürtige Texaner direkt dem Kader der San Antonio Rampage, einem Farmteam der Panthers an. Nach überzeugenden Auftritten in der AHL folgte bei einem 4:1-Heimsieg gegen die Winnipeg Jets sein Debüt in der NHL.
Am 2. Juli 2013 gaben die Adler Mannheim aus der Deutschen Eishockey Liga (DEL) die Verpflichtung Rheaults bekannt. Der Angreifer unterschrieb einen Einjahresvertrag und blieb letztlich drei Jahre in Mannheim. In der Saison 2014/15 erreichte er mit den Adlern den ersten Tabellenplatz nach der Hauptrunde und gewann in den anschließenden Playoffs die Deutsche Meisterschaft. Im Mai 2016 wechselte Rheault zum EHC Visp in die Schweizer National League B (NLB). Anschließend verbrachte er eine Spielzeit beim österreichischen Traditionsverein EC KAC in der Erste Bank Eishockey Liga (EBEL) und ließ seine Karriere schließlich zwischen 2018 und 2020 bei den Nottingham Panthers in der britischen Elite Ice Hockey League (EIHL) ausklingen. Im Sommer 2020 beendete der 34-Jährige seine aktive Karriere.

## Erfolge und Auszeichnungen
- 2007 Hockey East All-Academic Team
- 2008 Hockey East All-Academic Team
- 2015 Deutscher Meister mit den Adler Mannheim

## Karrierestatistik
(Legende zur Spielerstatistik: Sp oder GP = absolvierte Spiele; T oder G = erzielte Tore; V oder A = erzielte Assists; Pkt oder Pts = erzielte Scorerpunkte; SM oder PIM = erhaltene Strafminuten; +/− = Plus/Minus-Bilanz; PP = erzielte Überzahltore; SH = erzielte Unterzahltore; GW = erzielte Siegtore; 1 Play-downs/Relegation; Kursiv: Statistik nicht vollständig)